# Thomas Allofs
Thomas Allofs (* 17. November 1959 in Düsseldorf) ist ein ehemaliger deutscher Fußballspieler.

## Karriere

### Vereinskarriere
Gemeinsam mit seinem Bruder Klaus Allofs spielte der Stürmer jahrelang für Fortuna Düsseldorf. 1982 verließ er die Fortuna, mit der er zweimal den DFB-Pokal gewann und einmal im Finale des Europapokals der Pokalsieger stand, und ging in die Pfalz zum 1. FC Kaiserslautern. Nach drei Jahren wechselte der erfolgreiche Angreifer zum 1. FC Köln, wo er anfangs wieder mit seinem Bruder Klaus zusammenspielen konnte. 1989 zog es ihn als frischgebackenen Bundesliga-Torschützenkönig (gemeinsam mit dem Bayern-Spieler Roland Wohlfarth) ins Ausland und er wechselte zum RC Straßburg nach Frankreich, der gerade aus der Ligue 1 abgestiegen war. In der Ligue 2 erzielte Thomas Allofs in elf Spielen zwei Tore für die Elsässer, jedoch kehrte er bereits im Winter 1989/90 nach Deutschland zurück und lief ab Februar erneut für Fortuna Düsseldorf in der Bundesliga auf. Wegen einer Verletzung beendete er 1992 seine Karriere.

### Nationalmannschaft
Allofs war offiziell Teil des Aufgebots für die WM 1982, stand jedoch genau wie Stephan Engels und Holger Hieronymus lediglich auf Abruf bereit. Er ist damit Vize-Weltmeister, obwohl er während des Turniers nie in Spanien war.
Insgesamt bestritt er 25 Länderspiele, allerdings nur zwei in der A-Nationalmannschaft. Seinem ersten A-Einsatz 1985 gegen Portugal (eingewechselt für Pierre Littbarski) – die Deutschen verloren erstmals ein Spiel der WM-Qualifikation – folgte der zweite erst drei Jahre später gegen die damalige Sowjetunion, wo er über volle 90 Minuten dabei war. Diese Begegnung gewann die deutsche Mannschaft durch ein Eigentor von Schmatowalenko mit 1:0.

## Nach der aktiven Karriere
Er führte mit seinem Schwiegervater die Firma Lück & Allofs, eine Recycling-Firma mit 35 Mitarbeitern in Düsseldorf, und war bis Oktober 2013 Vorstandsmitglied bei Fortuna Düsseldorf. Ebenso ist er Geschäftsführer bei der Spielerberatung AW Management – Allofs & Westerbeek GbR.

## Erfolge als Spieler
Fortuna Düsseldorf
- Europapokal der Pokalsieger: Platz 2 1979
- Deutscher Pokalsieger: 1979 und 1980

1. FC Köln
- Fußball-Bundesliga: Platz 2 1989, Platz 3 1988
- Torschützenkönig der Fußball-Bundesliga 1989

Nationalmannschaft
- U21-Vizeeuropameister 1982

## Ehrungen
Seit September 2018 erinnert eine Informationsstele des Förderkreises Industriepfad Düsseldorf-Gerresheim an die Bedeutung von TUS Gerresheim für die Geschichte des Arbeitersports und an Thomas Allofs als einem seiner erfolgreichsten Sportler.